# Военно-воздушные силы Северного флота
Военно-воздушные силы Северного флота (ВВС СФ) — бывшее оперативное объединение Северного флота ВМФ СССР и России, предназначенное для действий в операциях флота и выполнения боевых задач во взаимодействии с другими силами ВМФ или самостоятельно, а также для проведения воздушных, воздушно-десантных, морских десантных и прочих операций во взаимодействии с силами других видов вооружённых сил или отдельных родов войск. ВВС СФ подчинялись командующему Северным флотом, а в специальном отношении — начальнику авиации ВМФ (затем начальнику морской авиации ВМФ).
После 2015 года ВВС и ПВО Северного флота переформированы в 45-ю армию ВВС и ПВО. Помимо лётных частей, в структуру 45-й армии вошли зенитно-ракетные и радиотехнические части по территориальному признаку.
Для выполнения поставленных задач силами авиации имеется сеть аэродромов берегового базирования с необходимой аэродромной инфраструктурой, летательные аппараты различных типов и классов, личный состав. Из всех флотов ВМФ России только авиация СФ имеет самолёты корабельного базирования, приписанные к ТАКР «Адмирал Флота Советского Союза Кузнецов».

## История военно-воздушных сил Северного флота

### Становление в предвоенные годы
7 июня 1934 года Совет Труда и Обороны СССР принял постановление «О развитии военно-морских баз и аэродромов Морских Сил Севера». Официальной датой формирования авиации Северного флота считается 18 августа 1936 года, когда был подписан приказ НК ВМФ о перебазировании 7-го отдельного морского разведывательного авиационного звена (три самолёта МБР-2), сформированного из состава 105-й авиабригады ВВС Балтийского флота. Это была первая лётная часть ВМФ на севере, которая затем была развёрнута в эскадрилью (29-я МБРАЭ, затем 45-я ОМБРАЭ).
В августе 1939 года вводится должность командующего ВВС СФ, на которую назначается комбриг А. А. Кузнецов (с 04.06.1940 г. — генерал-майор авиации).
16 сентября 1939 года приказом НК ВМФ СССР № 00124 на базе 45-й ОМБРАЭ формируется 118-й морской ближнеразведывательный авиационный полк ВВС Северного флота. На вооружении полка были летающие лодки.

### Советско-финская война
В скоротечной зимней кампании принимал участие 118-й МРАП. На тот момент в полку было 37 самолетов МБР-2 и семь ГСТ.
В конце декабря 1939 года из Белорусского особого военного округа на Север прибыли две истребительные авиационные эскадрильи самолётов И-15бис и И-16, а также эскадрилья скоростных бомбардировщиков СБ. Приказом НК ВМФ от 23.12.1939 года из них был сформирован 72-й смешанный авиационный полк ВВС Северного флота. Полк принимал участие в БД против Финляндии.
Авиация СФ за время финской компании боевых потерь не имела.

### Вторая мировая война
По состоянию на 22 июня 1941 года в составе ВВС СФ имелось пять лётных частей:
- 118-й морской разведывательный авиационный полк, летающие лодки ГСТ и МБР-2
- 72-й смешанный авиационный полк — четыре истребительные АЭ и одна бомбардировочная
- 49-я отдельная морская разведывательная авиаэскадрилья на МБР-2
- 34-е отдельное санитарное авиационное звено — 2 МБР-2
- 24-е отдельное авиационное звено связи в составе Беломорской военно-морской базы — 2 МБР-2

Части аэродромного обеспечения: 15-я и 30-я авиабазы. Места дислокации авиации СФ: один сухопутный аэродром в п. Ваенга (Большой аэродром) и три гидроаэродрома: в губе Грязной в районе Североморска, на оз. Холмовское под Архангельском и на Большом Соловецком острове.
В связи с явной нехваткой сил на северном направлении, в течение лета 1941 года ВВС СФ были усилены 10 самолетами МиГ-3 от промышленности и 22 И-16 из других частей ВВС ВМФ, в августе поступило 10 И-153 из ВВС ЧФ. В бомбардировочную авиацию поступило 9 СБ и 6 Пе-2.
К 15 августа 1941 года, согласно приказу НК ВМФ, Беломорская Военно-морская база была переформирована в Беломорскую военную флотилию, с подчинением Военному совету СФ. В её состав была передана 49-я ОМРАЭ и 24-е ОАЗСВ.
Из экипажей и самолётов полярной авиации была сформирована 2-я авиационная группа Главного Управления Севморпути (ГУ СМП), под командованием ГСС полковника И. П. Мазурука. Штаб авиагруппы размещался в Архангельске. Группа отвечала за защиту морских коммуникаций и проводку судов.
28 августа 1941 года на аэродром Ваенга приземлились 24 британских истребителя «Харрикейн» Mk.IIB из состава 151-го крыла RAF. Задачей авиагруппы было переучивание советских специалистов, однако вскоре было сформировано две эскадрильи (ещё 15 самолётов было собрано из доставленных морем машинокомплектов), которые принимали участие в проводке конвоев союзников и прикрытии морских портов.. Осенью из Харрикейнов был сформирован новый 78-й ИАП. Формирование полка было возложено на Героя Советского Союза капитана Б. Ф. Сафонова.
12 сентября 1941 года, из состава 1-го МТАП БФ было перебазировано авиационное звено самолётов ДБ-3ф. Эти три машины вошли в состав 72-го САП и положили основу минно-торпедной авиации Северного флота СССР.
В сентябре 1941 года на СФ переведена 22-й ОМДРАЭ БФ на самолётах Че-2. Эскадрилья вошла в состав 118-го МРАП как З-я АЭ.
19 декабря 1941 года приказом командующего СФ был установлен следующий состав авиационных полков ВВС СФ: 72-й САП — 1-я, 2-я, 3-я ИАЭ, 4-я и 5-я БАЭ; 118-й МРАП — 1-я и 2-я МБРАЭ, 3-я МДРАЭ.
В январе 1942 года 72-й авиационный Краснознаменный полк был переименован во 2-й гвардейский истребительный авиационный полк ВВС Северного флота (Приказ НК ВМФ № 10 от 18 января 1942 года). В связи с большими потерями, в марте 1942 года в полк был передан полным составом 78-й ИАП со всей авиационной техникой. Командиром 2-го гвардейского смешанного авиационного Краснознаменного полка был назначен Герой Советского Союза майор Б. Ф. Сафонов.
В марте 1942 года на базе двух эскадрилий 2-го гв. САП был сформирован 27-й ИАП, вооружённый самолётами И-153, И-16 и «Харрикейн».
Директивой Ставки ВГК № 170405с от 21.05.1942 г., для обеспечения проводки каравана судов PQ-16 в Баренцевом море, командующему АДД генерал-лейтенанту авиации Голованову было предписано выделить в период с 22 по 29 мая 36-ю АД ДД, с перебазированием её на аэр. Ваенга. Дивизии была поставлена задача — в указанный период систематически разрушать аэродромы: Бардуфосс, Стермоен, Тромсё, Гаммерфест. Для прикрытия бомбардировщиков предполагалось использовать истребительную авиацию ВВС СФ, Карельского фронта и ПВО, базирующуюся в районе Мурманска. Подобная задача 36-й АД ДД ставилась в последующем в сентябре-октябре 1942 г. и в ноябре 1943 г. — январе 1944 г.
В соответствии с Приказом НКО СССР № 0060 от 5.03.1942 г., 95-й истребительный авиационный полк ПВО Московского военного округа был передан в состав ВВС Северного флота, где был переименован в 95-й истребительный авиационный полк ВВС Северного флота. На вооружении полка были тяжёлые истребители Пе-3. Задачами полка были определены воздушное прикрытие конвоев союзников, бамбо-штурмовые удары по портам и базам и ведение воздушной разведки в море. Этот старейший авиационный полк в составе Северного флота претерпел ряд реорганизаций и переименований и закончил свой путь 1 сентября 2002 года (Директива ГШ ВМФ № 730/1/091 от 01.11.2001 года).
Для обеспечения проводок союзных конвоев, в июле 1942 года в составе ВВС СФ была сформирована Особая морская авиационная группа (ОМАГ), возглавляемая генерал-майором авиации Н. Т. Петрухиным. В состав группы входили 13-й, 20-й, 121-й и 255-й ИАП, а также 35-й МТАП. Кроме истребительных частей, в неё несколько ранее вошли также 28-й и 29-й ПБАП ВВС ВМФ, которые ещё в июне прибыли на Север. Эта группировка действовала до конца октября того же года, после чего была расформирована.

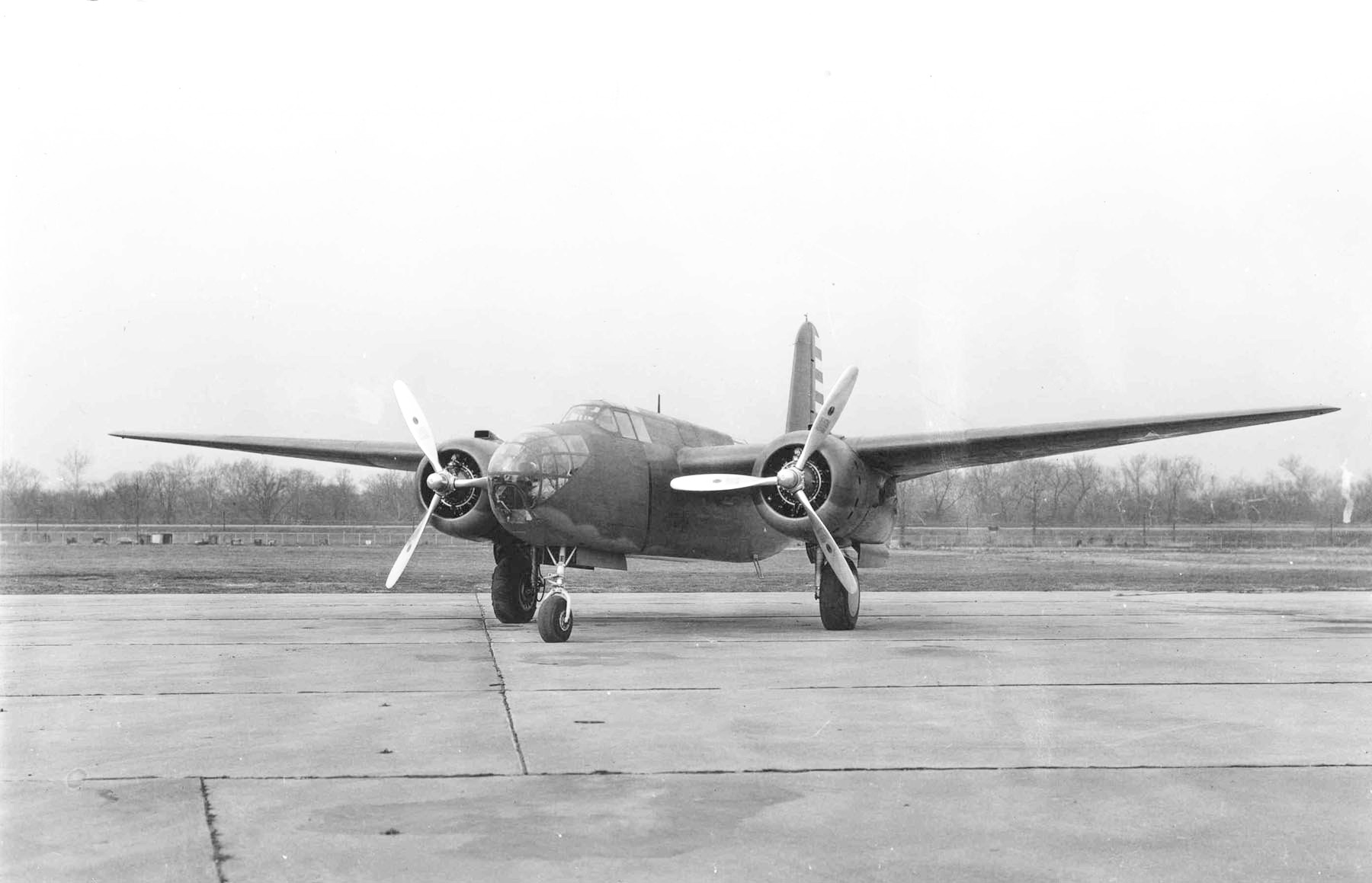
Американский штурмовик А-20, в советских ВВС ВМФ применялся в качестве торпедоносца и самолёта огневой поддержки (подавления корабельной ПВО).

23 октября 1942 года, в связи с расформированием ОМАГ, в состав ВВС СФ были включены 29-й БАП и 255-й ИАП, и отведены на переформирование 35-й МТАП, 13-й ИАП, 28-й БАП и 20-й ИАП.
В ноябре 1942 года на СФ сформирован новый 24-й минно-торпедный авиационный полк. Одновременно из состава СФ выведен 35-й минно-торпедный авиационный полк. Тогда-же с Каспийской флотилии прибыл 22-й разведывательный авиаполк.
В начале 1943 года на СФ были сформированы две авиационные бригады: 5-я минно-торпедная и 6-я истребительная. В 5-ю были включены 24-й МТАП, 29-й БАП и 255-й ИАП. В 6-ю вошли: 2-й, 20-й, 28-й и 78-й истребительные авиаполки. В июле эти бригады переименованы в авиадивизии.
Всего к середине лета 1943 года ВВС Северного флота имели в своем составе более 600 самолетов разных типов как отечественного, так и зарубежного производства.
В апреле 1944 года 29-й БАП передан в состав ВВС Черноморского флота. 28 апреля подписан приказ о формировании на СФ 14-й смешанной авиационной дивизии, в составе: 95-й ИАП и 46-й ШАП. В июне с ЧФ прибыл 36-й МТАП, который вошёл в состав 5-й авиационной дивизии.
На 1 октября 1944 года в ВВС СФ было 750 самолетов.
К концу войны ВВС Северного флота включали:
- 5-ю минно-торпедную авиационную дивизию ВВС СФ, в составе: 9-го гв. МТАП, 255-го ИАП, 36-го МТАП
- 6-ю истребительную авиационную дивизию ВВС СФ, в составе: 2-го гв. ИАП, 27-го ИАП, 78-го ИАП
- 24-ю смешанную авиационную дивизию ВВС СФ, в составе: 20-го ИАП, 95-го ИАП, 46-го ШАП
- 3-я авиационная группа, в составе: 53-го САП, 54-го САП, 20-й ОАЭ, 16-го ТрАО
- 22-й морской разведывательный авиационный полк ВВС СФ
- 118-й морской разведывательный авиационный полк ВВС СФ
- 3-й учебный авиационный полк ВВС СФ
- 44-й смешанный авиационный полк ВВС СФ
- 26-я отдельная морская дальнеразведывательная эскадрилья ВВС СФ
- 29-я отдельная артиллерийская АЭ ВВС СФ
- 30-я отдельная буксировочная АЭ ПВО ВВС СФ
- 10-я отдельная авиационная эскадрилья ВВС СФ
- 24-е отдельное авиационное звено связи ВВС СФ

Всего ВВС Северного флота за время войны совершили более 57 тысяч самолето-вылетов.
Примечание: Так же в составе ВВС СФ в годы войны были созданы, но потом расформированы: 11-я учебная АЭ (03.04.1942-25.12.1943), 21-я ОИАЭ (19.12.1943-15.04.1944), 18-е корректировочное авиазвено (24.06.1943-09.11.1943) и 34-е санитарное авиазвено (22.06.1941-28.12.1943)
За образцовое выполнение боевых заданий командования на фронте борьбы с фашистскими захватчиками и проявленные при этом мужество и героизм два авиаполка Северного флота были преобразованы в гвардейские, три авиадивизии и 10 авиаполков стали Краснознаменными, более 4 тысяч воинов-авиаторов награждены правительственными наградами, 53 летчикам присвоено высокое звание Героя Советского Союза, а Б. Ф. Сафонов удостоен этого звания дважды.
В июле 1945 года 27-й ИАП ВВС СФ и 36-й МТАП ВВС СФ были переданы в подчинение командира 2-й минно-торпедной авиационной дивизии ВВС Тихоокеанского флота, где приняли ограниченное участие в боях с Японией.

#### Аэродромы ВВС Северного флота в период с 1941 по 1945 гг.
- аэродром Амдерма (69°45’50"С 61°33’1"В) — использовался ВВС БВФ (44-й САП);
- аэродром Большая Муксалма (65°1’43"С 35°44’20"В) — использовался ВВС БВФ;
- аэродром Ваенга-1 (69°2’42"С 33°23’55"В) — использовался ВВС СФ как основной;
- аэродром Ваенга-2 (69°0’57"С 33°17’33.48"В) — использовался ВВС СФ как основной;
- аэродром Ваенга-3 (Челнопушка, Чалмпушка) (69°3’4"С 33°14’16"В) — после войны закрыт, вместо него открыт Североморск-3;
- аэродром Губа Белушья (71°31’53"С 52°18’58"В — координаты могут быть не точными) — использовался ВВС БВФ (44-й САП);
- аэродром Губа Грязная (69°3’57"С 33°16’54"В) — использовался ВВС СФ как основной для гидроавиации (44-й САП, 118-й МРАП, 3-я МРАЭ 53-го САП(?), 2-я МРАЭ 54-го САП);
- аэродром Диксон (73°31’2"С 80°22’31"В) — использовался ВВС БВФ (44-й САП);
- аэродром Зубовка (69.774027,32.69032 — координаты могут быть не точными) — использовался ВВС СФ как запасной;
- аэродром Иоканьга (67.986798,39.835196) — использовался ВВС БВФ как сухопутный;
- аэродром Иоканьга (67.961159,39.619163) — использовался ВВС БВФ как гидроаэродром;
- аэродром Кехта (64.31239,41.206083) — использовался ВВС СФ и ВВС БВФ в 1943 году;
- аэродром Кильдин (69°18’58"С 34°9’59"В) — использовался ВВС СФ с 1943 года;
- аэродром Малые Кармакулы (N72.373333 E52.716667 — координаты взяты по полярной гидрометеостанции — старейшей в России) — использовался ВВС СФ и ВВС БВФ в 1943 году;
- аэродром Мезень (65.878689,44.214206) — использовался ВВС СФ и ВВС БВФ в 1943 году;
- аэродром Моржовец (66°46’4"С 42°30’2"В) — использовался ВВС БВФ;
- аэродром Мурмаши (68°46’0"С 32°44’00"В) — кроме армейских ВВС использовался как запасной ВВС СФ (46-й ШАП);
- аэродром Мыс Великий (69.086352,33.277983) — вспомогательный к аэродрому Губа Грязная, постоянный гидроаэродром. Имел один спуск (в отличие от аэродрома Губа Грязная, имевшего два спуска). Оперативная емкость — до одной отдельной АЭ. Использовался в 1943 году;
- аэродром Нарьян-Мар (67°37’47"С 53°5’24"В) — использовался ВВС БВФ (44-й САП);
- аэродром Новая Земля (71.61673,52.481174) — использовался ВВС БВФ (44-й САП);
- аэродром Обозерская (63°26’28"С 40°17’15"В) — использовался ВВС СФ и ВВС БВФ (учебно-тренировочный?) (46-й ШАП);
- аэродром Поной (67°6’26"С 41°6’40"В) — использовался ВВС БВФ;
- аэродром Пумманки (69°47’16"С 31°56’14"В) — использовался ВВС СФ (78-й ИАП, 46-й ШАП);
- аэродром Роста (Совхоз Арктика) (68°59’39"С 33°7’27"В) — использовался ВВС СФ с 1943 года;
- аэродром Русская Гавань (N76.188333 E62.588889) — использовался ВВС БВФ в 1941 году группой полковника И. П. Мазурука (2-я АГ ГУСМП), самолёты ДБ-3;
- аэродром Северодвинск (Молотовск) (N64.615232 E39.817801) — использовался ВВС БВФ в 1942 году 16-м ОТАО 3-й АГ;
- аэродром Североморск-3 (68.869211,33.7183);
- аэродром Соловки (65.027488,35.89497) — использовался ВВС БВФ как гидро и как сухопутный;
- аэродром Средне-Ваенгское (69.009857,33.497901) — использовался ВВС СФ в 1943 году исключительно в зимний период в зависимости от состояния льда (в основном, толщины) и метеоусловий. Полоса укатывалась. Взлет-посадка производились только на лыжах.;
- аэродром Териберка (69.14883,35.091491) — использовался ВВС СФ с 1943 года;
- аэродром Тоендо (озеро Тоин То) (коодинаты) — использовался ВВС БВФ в 1941 году группой полковника И. П. Мазурука (2-я АГ ГУСМП), самолёты ГСТ;
- аэродром Ура-Губа (69°12’37"С 32°42’31"В) — использовался ВВС СФ с августа 1943 года;
- аэродром Усть-Цильна (N65.433889 E52.150833) — использовался ВВС БВФ в 1941 году группой полковника И. П. Мазурука (2-я АГ ГУСМП), самолёты И-153, СБ, ДБ-3;
- аэродром Холмовское озеро (Лахта) (64°22’15"С 40°41’37"В) — использовался ВВС БВФ для гидроавиации;
- аэродром Холмогоры (64.2437994,41.674686) — использовался ВВС СФ (46-й ШАП);
- аэродром Шойна (67.834257,44.248466) — использовался ВВС СФ как запасная полоса;
- аэродром Шонгуй (68°44’35"С 33°7’41"В) — кроме армейских ВВС использовался как запасной ВВС СФ (46-й ШАП);
- аэродром Ягодник (64°24’1"С 40°53’20"В) — использовался ВВС СФ и ВВС БВФ (учебно-тренировочный?) (3-й УАП, 46-й ШАП);
- аэродром Кегостров (64.5393333,40.4510333);
- аэродром Васьково (64.441583,40.422416);
- аэродром Бакарица (64.460924,40.606266);
- аэродром Талаги (64.60025,40.7165).
- аэродром Луостари (Petsamo) (69°24’4"N 30°59’23"E) — использовался частями 5-го Воздушного флота Люфтваффе. После захвата в октябре 1944 года использовался ВВС СФ (46-й ШАП)

### Холодная война

#### Ударная авиация
Послевоенная реорганизация армии затронула и ВВС СФ. Так, в составе Северного флота осталась одна 5-я минно-торпедная авиационная дивизия ВВС СФ, составом 9-й гв. МТАП на самолётах Ил-4 и А-20 «Бостон». В 1947 году в состав дивизии был передан 567-й МТАП (бывший 95-й АП), также на самолётах А-20 «Бостон». В начале 1950-х годов эти полки перевооружились на реактивные торпедоносцы Ил-28 и Ту-14.
В 1951 году в составе 5-й МТАД на аэр. Североморск-1 начал формироваться 1941-й МТАП на самолётах Ту-14.
В 1954 году 574-й МТАП из состава ВВС СФ был передан в состав ВВС Беломорской Военной флотилии.
Весной 1955 года на Северный флот был переведён 924-м гв. МТАП, бывш. 1534-й гв. МТАП ВВС 5-го (Тихоокеанского) ВМФ на самолётах Ил-28, который прибыл на аэр. Североморск-3 из Порт-Артура. Тогда-же 1941-й МТАП был переименован в 987-й МТАП.
Во второй половине пятидесятых годов полки дивизии поэтапно переучиваются и получают новые самолёты Ту-16.
С 1 мая 1961 года, в связи с преобразованием минно-торпедной авиации МТА в морскую ракетоносную авиацию МРА, на основании Приказа МО СССР № 0028 от 20.03.1961 г. и Приказа ГК ВМФ № 048 от 13.04.1961 г., 5-я МТАД ДД была переименована в 5-ю морскую ракетоносную авиационную дивизию СФ.

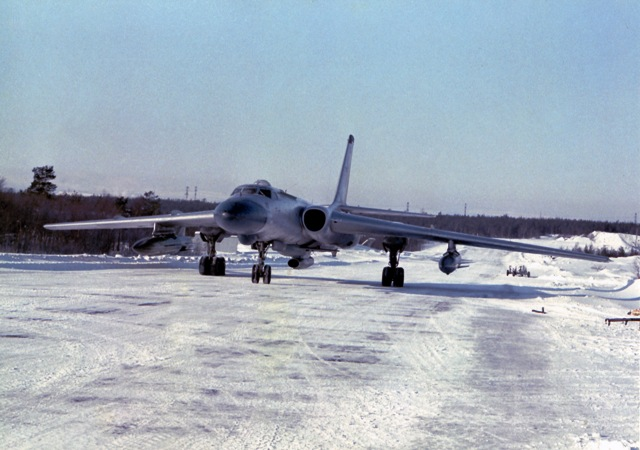
Ту-16К-10-26 ВВС Северного флота с полной ракетной подвеской — две КСР-5 и К-10С. Съёмка ориентировочно в 1990—1991 г.

В 1972 году 9-й гв. морской ракетоносный авиационный полк СФ передан в состав авиации Балтийского флота и перебазировался на аэр. Веретье г. Остров, Псковской области. Однако уже через два года этот прославленный полк был расформирован.
В 1982 году в составе 5-й морской ракетоносной авиационной дивизии СФ имелось три полка: 924-й гв. МРАП, 987-й МРАП и 574-й МРАП (ранее бывший в составе Беломорской ВФ, затем он был отдельным).
В 1988 году началось перевооружение полков дивизии на Ту-22М3. Первым получил новые самолёты 924-й гв. МРАП в 1988 году, затем в 1990—1991 гг. на эти самолёты перевооружили и 574-й МРАП. Третий полк дивизии — 987-й МРАП, вплоть до своего расформирования в марте 1993 года продолжал эксплуатировать Ту-16 различных модификаций.
Места базирования 5-й Киркинесской Краснознамённой морской ракетоносной авиационной дивизии в послевоенное время:
- Североморск-1 (управление дивизии до 1973 года, 9-й гв. МРАП с 1945 по 1971 год)
- Североморск-3 (924-й МРАП, временная дислокация в 1956 году, 987-й МРАП с 1952 по 1993 год, расформирован)
- Оленья (924-й МРАП с 1965 до конца, управление дивизии с 1973 года до конца, см раздел ниже «В постсоветское время»)
- Ягодник (574-й МРАП с 1947 по 1956 год, в составе Бел. ВФ)
- Лахта (574-й МРАП с 1956 по 2002 год, расформирован)

#### Штурмовая авиация
Единственный действующий на Северном флоте 46-й штурмовой Печенгский дважды Краснознамённый авиационный полк ВВС СФ был расформирован 30 октября 1947 года, на основании циркуляра НГШ ВМФ № 0036 от 07.10.1947 г. Личный состав обращен на укомплектование частей 5-й МТАД ВВС СФ.
279-й отдельный корабельный штурмовой авиационный полк Авиации ВМФ начал формироваться 1 декабря 1973 года на аэродроме Саки Черноморского флота. Формирование полка продолжалось до конца 1975 года, и первая лётная смена состоялась 15 декабря 1975 года. Это был первый в истории страны полк палубных штурмовиков вертикального взлёта и посадки Як-38. В составе полка, согласно штатного расписания, имелось три авиационные эскадрильи: 1-я и 2-я АЭ на самолётах Як-З6М (Як-38), и 3-я АЭ на самолётах МиГ-21.
С 16 июля по 10 августа 1976 года авиагруппа 279-го ОКШАП на борту ТАКР «Киев» совершила переход морем из Севастополя на Северный флот. По прибытии ТАКР к месту постоянного базирования 279-й отдельный корабельный штурмовой авиационный полк был включён в состав ВВС СФ.
4 ноября 1976 года на базе полка начато формирование нового 299-го инструкторско-исследовательского корабельного штурмового авиационного полка (центрального подчинения). После формирования этот полк убыл к постоянному месту дислокации на аэродром Саки.
11 августа 1977 года Постановлением ЦК КПСС и СМ СССР № 644—210 самолёт Як-36М был принят на вооружение авиации ВМФ под обозначением Як-38.

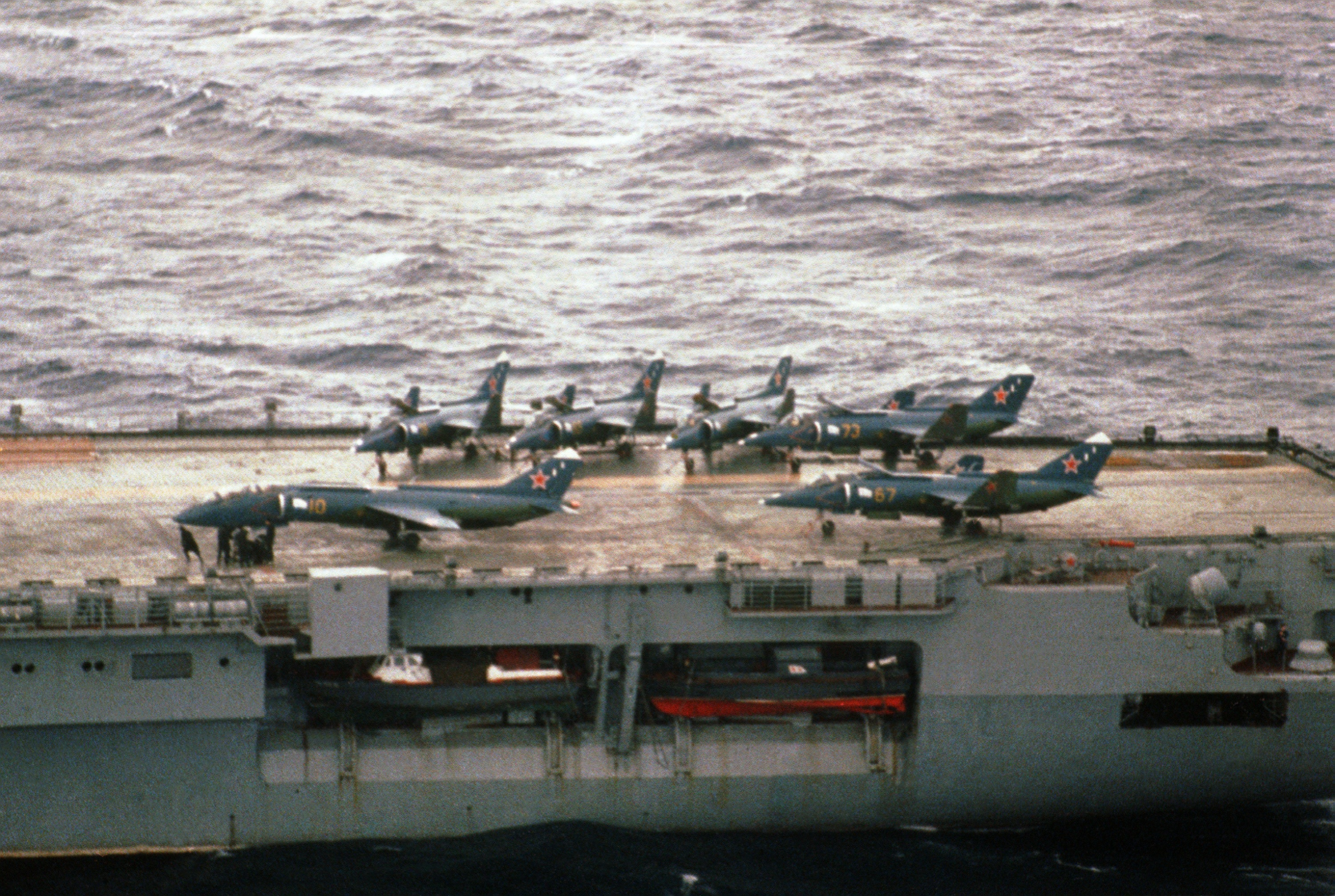
Як-38 на борту ТАКР «Киев», 1988 год.

10 декабря 1978 года 279-й ОКШАП вошёл в состав сил постоянной боевой готовности Северного флота.
В период с 24 апреля по 6 июня 1980 года группа личного состава полка участвовала в специальной операции «Ромб» на территории Афганистана. В ходе её исследовалась возможность применения самолётов вертикального взлёта и посадки в условиях высокогорья (см. Операция «Ромб»).
В 1986 года эскадрилья самолётов МиГ-21 выводится из состава полка.
В 1990 году полк переучивается на штурмовики Су-25. Эксплуатация Як-38 приостановлена до дальнейшего распоряжения. По окончании переучивания, полк был переименован в 279-й отдельный морской штурмовой авиационный полк.
88-й отдельный морской авиационный полк истребителей-бомбардировщиков.
Согласно договору о сокращении обычных вооружений в Европе и в соответствии с планом вывода советских войск из стран Восточной Европы, в 1990 году 88-й авиационный полк истребителей-бомбардировщиков из состава Южной группы войск был передан в состав ВВС Северного флота. В период с 15 по 18 мая полк составом 32 МиГ-27Д и 9 МиГ-23УМ совершил перелёт из Венгрии на Северный флот. Местом дислокации полка был определён аэродром Оленья (г. Оленегорск). Этот полк стал единственным полком ВВС ВМФ, вооружённым истребителями-бомбардировщиками МиГ-27, в связи с чем, получил редкое наименование — 88-й отдельный морской авиационный полк истребителей-бомбардировщиков, и неофициальное название — венгерский полк.
В 1994 году, в связи с прекращением эксплуатации самолётов с одной двигательной установкой, 88-й ОМАПИБ переучился на самолёты-штурмовики Су-25, и стал именоваться 88-м отдельным морским штурмовым авиационным полком, однако уже через год полк был расформирован, самолёты переданы в Краснодарское училище лётчиков.

#### Противолодочная авиация
После окончания боевых действий в специализированной противолодочной авиации СФ не стало необходимости, поэтому к осени 1945 года 44-й и 54-й САП были расформированы, а 53-й САП переформирован в морской дальнеразведывательный полк.
Но уже к середине 50-х годов на вооружение 403-го ОМДРАП (бывш. 118-й ОМДРАП) поступили самолёты Бе-6 с радиогидроакустической системой «Баку». В это же время формируется первая вертолётная часть на СФ — 2053-я отдельная авиационная эскадрилья вертолётов, вооружённая базовыми вертолетами Ми-4М.

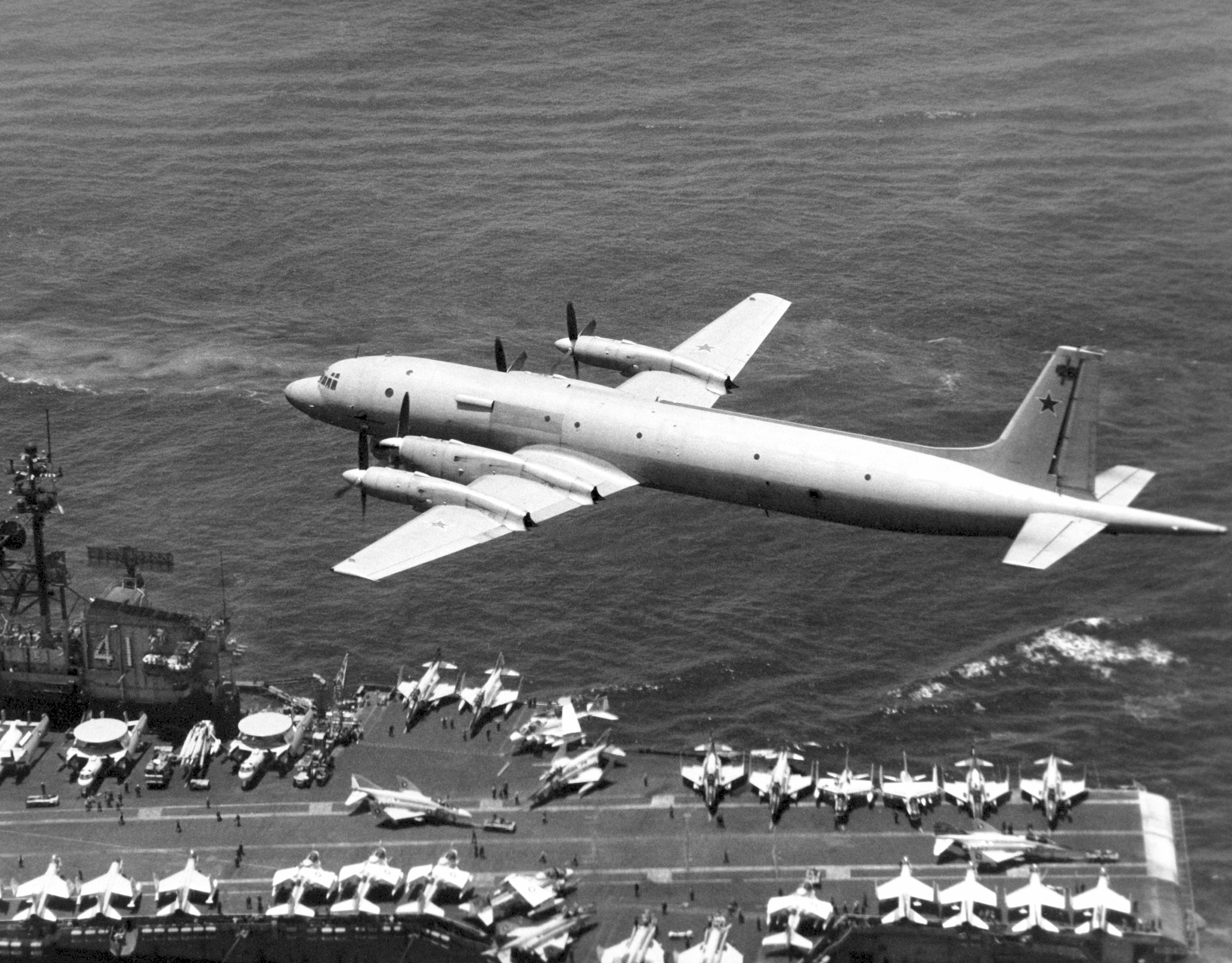
Облёт Ил-38 авианосца «Мидуэй» CV 41 18 мая 1979 года.

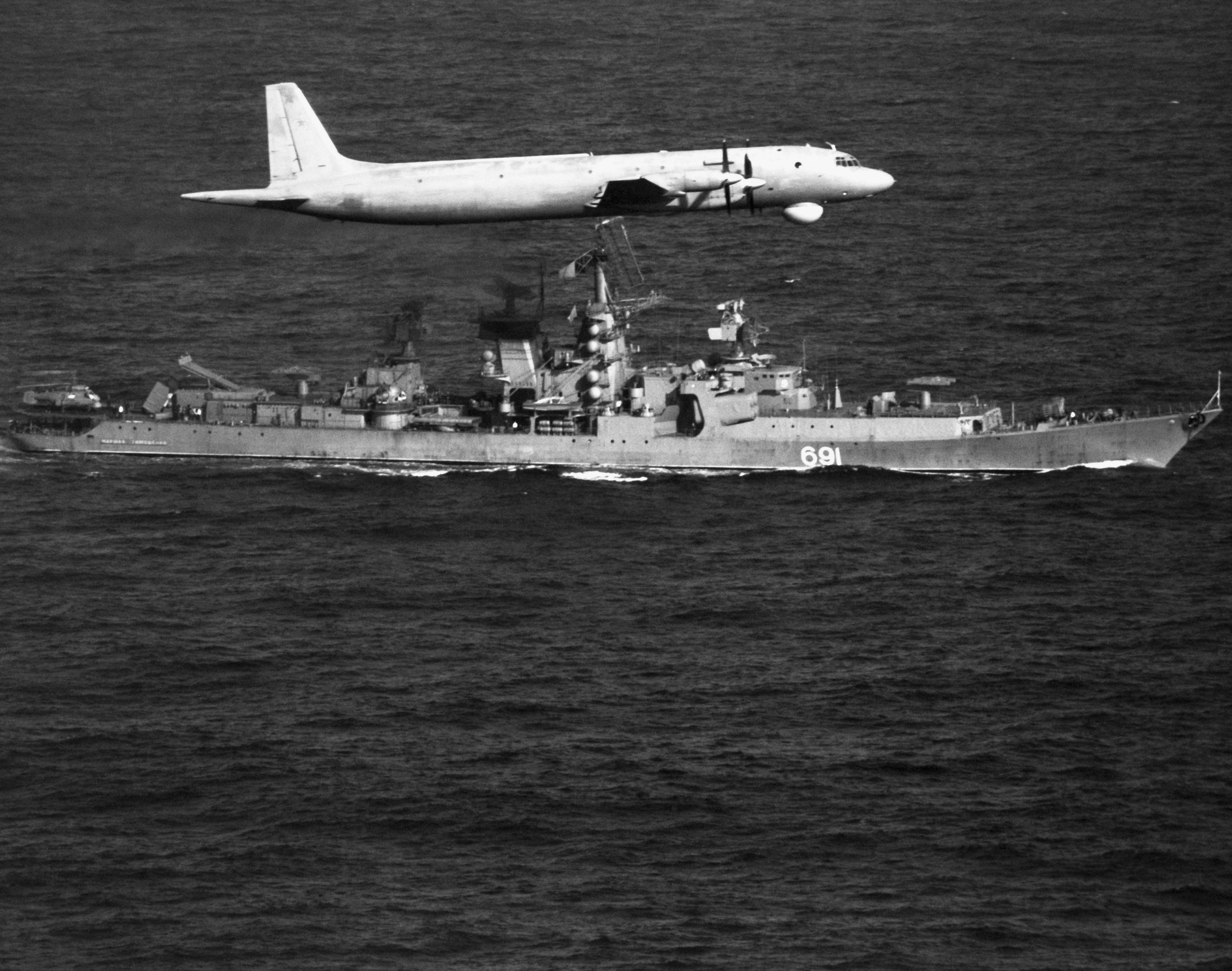
Ил-38 Северного флота, БПК «Маршал Тимошенко», 1985 год.

К 1958 году формируется 309-я отдельная авиационная эскадрилья корабельных вертолётов на вертолётах Ка-15. В этом-же году, путём слияния 2053-й ОАЭ БВ и 309-й ОАЭ КВ, формируется 830-й отдельный авиационный полк вертолётов.
В конце 1960 года 403-й ОМДРАП переформируется в 403-й отдельный противолодочный авиационный полк дальнего действия, а 830-й ОАПВ стал именоваться 830-м отдельным противолодочным вертолётным полком ближнего действия.
В 1967 году в ВВС СФ формируется новая часть: 24-й отдельный противолодочный полк дальнего действия на самолётах Ил-38. Этот полк стал первой строевой частью, вооружённый данными самолётами. В 830-й вертолетный полк начали поступать новые вертолёты Ка-25. Через год в 403-й противолодочный полк начали поступать самолёты Бе-12.
В 1969 году на аэродроме Кипелово формируется новый 76-й отдельный противолодочный авиационный полк дальнего действия на самолётах Ту-142.
В 1976 году на вооружение 830-го вертолётного полка на замену Ми-4 поступают базовые вертолёты Ми-14, в 1979 году производится замена Ка-25 на Ка-27.
В конце 1980 года 830-й ОКПЛВП был разделён на два полка — собственно 830-й ОПЛВП и новый 38-й ОКПЛВП. Это было связано, с одной стороны, с поступлением от промышленности в значительных количествах новых вертолётов, а с другой стороны — с вводом в состав СФ новых авианесущих кораблей одиночного и группового базирования.
В ноябре 1982 года на аэродроме Кипелово была сформирована ещё одна авиационная часть на самолётах Ту-142 — 277-я отдельная противолодочная авиационная эскадрилья.

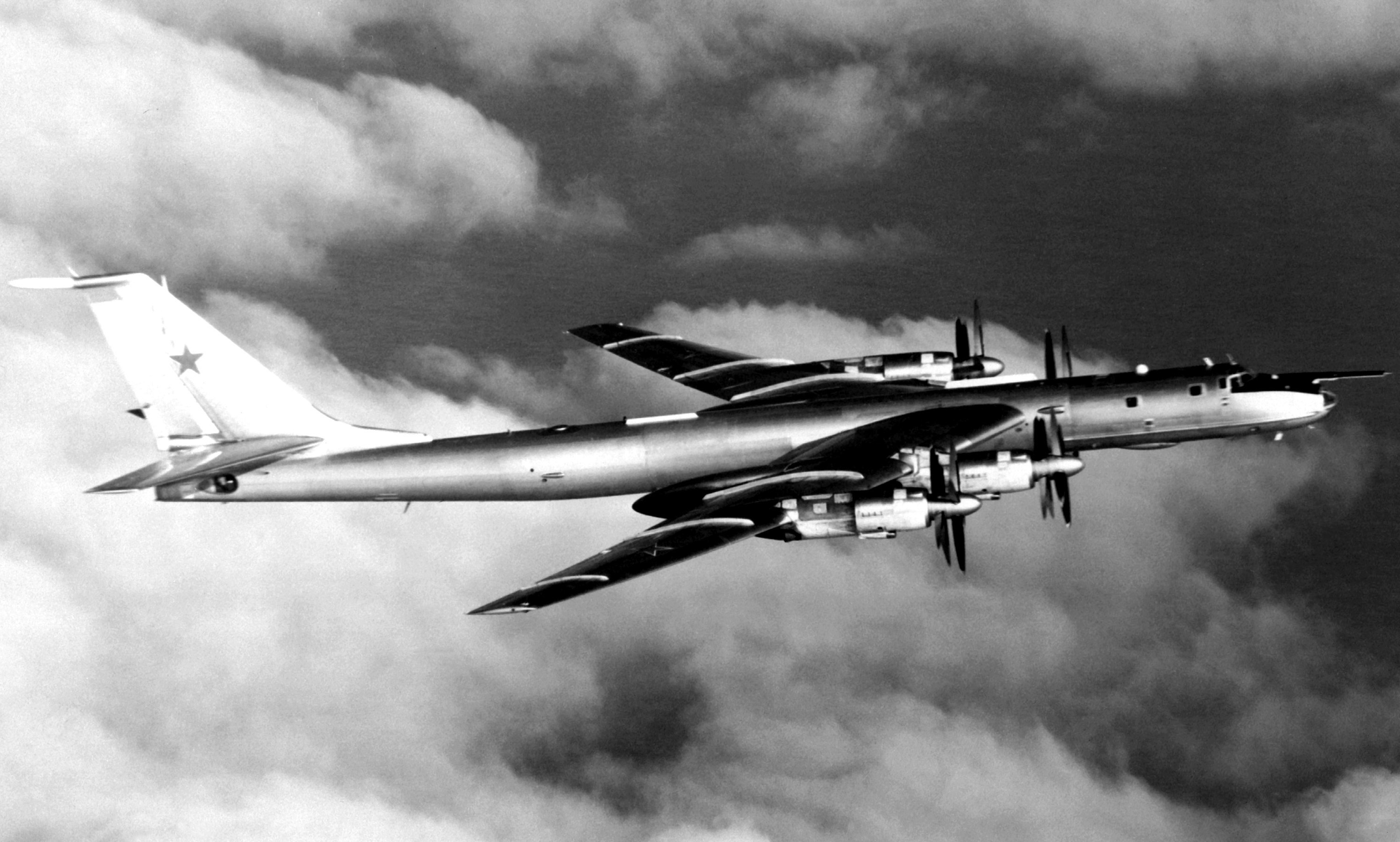
Ту-142МК Северного флота. Съемка с американского самолёта сопровождения, 1982 год.

В конце 1983 года в составе ВВС СФ была сформирована 35-я противолодочная авиационная дивизия, в состав которой включили 76-й ОПЛАП и 277-ю ОПЛАЭ (вскоре развёрнутую в 135-й ПЛАП). Эта дивизия стала первым и единственным противолодочным авиационным соединением в ВВС ВМФ СССР.
Самолёты Ил-38 24-го ОПЛАП ДД в 70-х годах выполняли вылеты на боевую службу в Средиземное, Красное море и в Индийский океан с аэродромов Египта и Сомали, а в 1981 −1988 гг. — с аэродромов Ливии и Эфиопии.
Начиная с 1983 года самолёты Ту-142 с аэродрома Кипелово начали регулярные полёты на Кубу. Это позволило расширить зону поиска ПЛ вероятного противника на экваториальную часть Атлантического океана.
В марте 1991 года на Северном флоте была сформированная новая авиационная дивизия корабельного базирования — 57-я смешанная корабельная авиационная Смоленская Краснознамённая дивизия (в годы ВОВ — 36-я бомбардировочная авиационная дивизия). Данное формирование предусматривало в своём составе 830-й вертолётный полк, 38-й корабельный вертолётный полк и 279-й корабельный истребительный авиаполк на самолётах Су-27К. Полки дивизии были предназначены для базирования на борту тяжёлых авианесущих крейсеров «Адмирал Кузнецов» и «Адмирал Горшков».
Аэродромы постоянного базирования противолодочной авиации СФ:
- Североморск-1 (24-й отдельный противолодочный авиационной полк дальнего действия)
- Североморск-2 (830-й отдельный авиационный вертолётный полк, 83-й отдельный корабельный противолодочный вертолётный полк, 403-й отдельный противолодочный авиационный полк)
- Североморск-3 (57-я смешанная корабельная авиационная дивизия, управление)
- Кипелово (35-я противолодочная авиационная дивизия, управление и полки: 76-й противолодочный авиационный полк, 135-й противолодочный авиационный полк)

#### Разведывательная авиация
В послевоенное время в составе разведывательной авиации СФ было два разведывательных полка: 118-й ОМДРАП (с 1948 г. — 403-й ОМДРАП) и 337-й ОМДРАП.
В июне 1951 года из состава 403-го ОМДРАП была выделена эскадрилья колёсных самолётов-разведчиков, на базе которой был сформирован новый 1733-й ОРАП. Этот полк был укомплектован самолётами Ла-7, Ту-2 и А-20 «Бостон», но уже на следующий год он начал перевооружение на разведывательные варианты МиГ-15 и Ил-28.

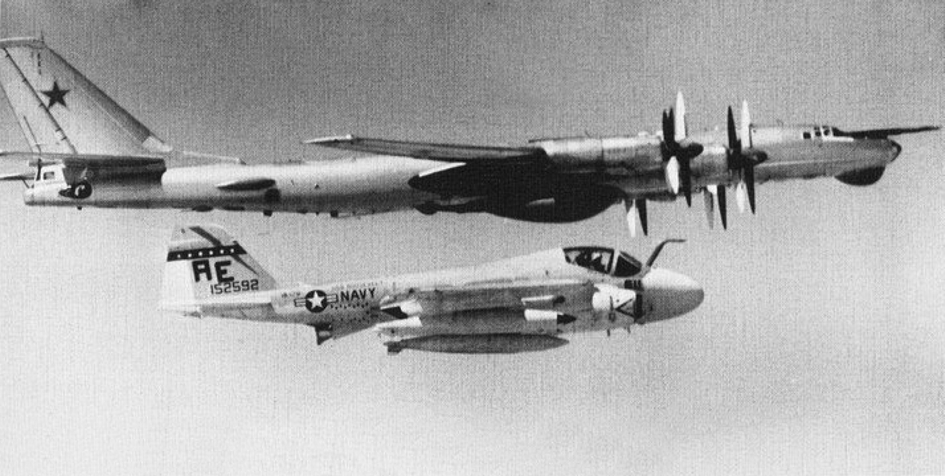
Разведчик-целеуказатель Ту-95РЦ над Средиземным морем в сопровождении американского палубного штурмовика KA-6D, 1973 год.

С 1953 года на вооружение лодочной разведывательной авиации ВВС СФ начали поступать самолёты Бе-6. 1733-й ОРАП был переименован в 967-й ОРАП, на самолётах Ил-28Р, а с конца 1956 года он начинает переучивание на самолёты Ту-16.
В апреле 1958 года 337-й ОМДРАП был переформирован в 265-ю ОМДРАЭ.
В 1960 году была расформирована 265-я ОМДРАЭ, а 403-й ОМДРАП переформирован в противолодочный полк.
В сентябре 1963 года в составе Авиации СФ формируется первый в истории ВВС ВМФ полк стратегических разведчиков-целеуказателей Ту-95РЦ — 392-й ОДРАП.
Практически до середины 1990-х гг. в составе разведывательной авиации СФ было два полка на самолётах Ту-16Р и Ту-95РЦ, которые решали задачи воздушной разведки от Северного полюса до экватора в Атлантике. Кроме того, с 1969 года в составе 912-го транспортного полка ВВС СФ имелся отряд самолётов радио- и радиотехнической разведки Ан-12РР.

#### Истребительная авиация
На конец ВОВ в ВВС СФ имелась одна 6-я истребительная авиационная дивизия. В 1949 году из структуры ПВО в ВВС СФ была передана ещё одна авиационная дивизия — 122 ИАД, двухполкового состава. Чуть позже в состав ВВС флота из ВВС КА была передана 107-я ИАД.
В 1957 году из боевого состава флота выведена 91-я ИАД (это бывшая 6-я ИАД), но в начале 1958 года на Север с Балтики перебрасывают управление 237-й гв. ИАД, вместе с 789-м гв. ИАП.
«В рамках дальнейшего значительного сокращения ВС СССР» в течение 1960 года вся истребительная авиация Северного флота была ликвидирована. Некоторая часть истребительных полков была передана в ПВО, остальные расформировывались.
Далее, вплоть до развала СССР истребительной авиации в составе ВВС Северного флота не было.

#### Транспортная авиация
Транспортную авиацию Северного флота представлял единственный авиационный полк — 912-й ОТАП ВВС СФ. Полк был развёрнут на базе 72-й отдельной транспортной авиационной эскадрильи в 1957 году. Местом постоянной дислокации полка с 1960 года определён аэродром Луостари, п. Корзуново.
На вооружении полка последовательно имелись следующие летательные аппараты: Ли-2, Ил-14, Ан-8, Ан-14, Ан-2, Ан-12, Ан-24, Ан-26. Под занавес истории СССР в полку штатно было 2 эскадрильи самолётов Ан-12 и 1 эскадрилья Ан-24, Ан-26.
С 1968 года по 1991 год экипажами полка выполнено около 200 полётов в страны Варшавского договора, Африки, Ближнего и Среднего Востока.
В 1986 году личный состав полка (два экипажа) привлекался для ликвидации аварии на Чернобыльской АЭС.
В апреле 1993 года транспортный полк был расформирован и составом одной АЭ вошёл в состав 403-го отдельного смешанного авиационного полка на аэродроме Североморск-1.

### Авиация Северного флота в испытаниях ядерного оружия
В связи с секретностью ядерных испытаний достоверной информации по данному направлению очень мало.
22 августа 1962 года, экипаж командира 924-го гвардейского морского ракетоносного полка Северного флота подполковника Курпякова В. Ф., взлетев на ракетоносце Ту-16 с аэродрома Оленья, выполнил реальный пуск боевой крылатой ракеты К-10С с ядерной БЧ по цели на Новой Земле. Это был первый и последний случай в истории СССР применения в испытательных целях боевого ракетно-ядерного оружия.

### В постсоветское время
В 1993 году началось обвальное сокращение Морской Авиации. Под надуманным предлогом — из-за «низкой надёжности» — были сняты с вооружения самолёты с одним двигателем: Су-17, МиГ-27, МиГ-23, и соответственно, расформировывались вооружённые ими лётные части (следует заметить, что за рубежом подобные самолёты успешно продолжают летать и по сей день). Затем пришёл черёд самолётов Ту-16 и Ту-95РЦ, составлявших основу морской ракетоносной и разведывательной авиации. Тогда же, в связи с высокой аварийностью, был дан запрет на полёты самолётов Ту-22М2. Их поставили на хранение с последующей утилизацией.
- Разведывательная авиация Северного флота.

В 1993 году, в связи со списанием самолётов Ту-16Р и Ту-95РЦ, 967-й ОДРАП на аэродроме Североморск-1 был переформирован в 146-ю отдельную морскую разведывательную эскадрилью, с перевооружением на самолёты Су-24М и Су-24МР. 392-й ОДРАП (аэр. Кипелово) вместе с 240-й гв. МШАП Балтийского флота (это бывш. 668-й Севастопольско-Берлинский гв. МШАП ВВС БФ с аэр. Тукумс) были обращены на формирование 240-го гвардейского Краснознаменного Севастопольско-Берлинского смешанного (инструкторско-исследовательского) авиационного полка ВВС ВМФ, с базированием на аэр. Веретье.
В декабре 1995 года 146-я ОРАЭ была расформирована.
Ещё два года в составе 912-го транспортного полка (Корзуново) сохранялись самолёты-разведчики Ан-12РР, но в это время командование ВВС СФ меньше всего заботило выполнение задач воздушной разведки, зато была реальная возможность заработать денег на перевозках коммерческих грузов.
В 1997 году разведывательная авиация ВВС СФ, как и на других флотах, прекратила своё существование.
- Транспортная авиация Северного флота.

В 1998 году 912-й транспортный авиационный полк на аэродроме Луостари, п. Корзуново был расформирован, аэродром заброшен. Из остатков пригодной к эксплуатации техники была сформирована авиационная эскадрилья, которая пошла на пополнение формируемого 403-го отдельного смешанного авиационного полка на аэр. Североморс-1. Полк двухэскадрильного состава: противолодочная АЭ на Ил-38 и транспортная АЭ на Ан-12 и Ан-26.
С 2009 года на аэр. Североморск-1 сформирована 7050-я Киркенесская Краснознамённая авиационная база ВМФ, на формирование которой были обращены 403-й и 830-й авиаполки, а также части обеспечения аэродрома.
В 2019 году 7050-я АвБ расформирована, на аэродроме Североморск-1 вновь сформированы 403-й отдельный смешанный авиационный полк (на вооружении находятся самолеты Ил-38, Ил-18, Ил-20РТ, Ил-22М, Ан-12, Ан-26, Ту-134) и 830-й отдельный корабельный противолодочный вертолетный полк (вертолеты Ка-27, Ка-29, Ка-31).
- Ракетоносная авиация Северного флота.

После развала СССР 5-я морская ракетоносная авиационная дивизия СФ среди соединений ракетоносной авиации ВМФ продержалась дольше всех: в июне 2002 года управление дивизии на аэродроме Оленья и 574-й МРАП на аэродроме Лахта были расформированы. Оставшийся 924-й гв. МРАП стал отдельным полком на самолётах Ту-22МЗ, с базированием на аэродроме Оленья.

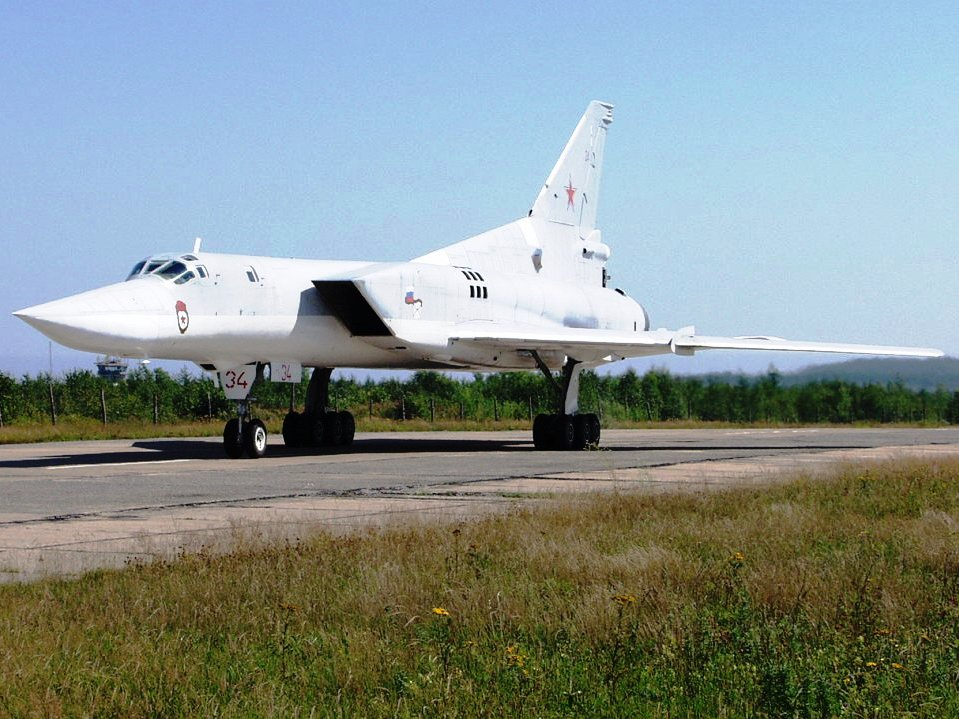
Ту-22М3 № 34 красный 924-го ОМРАП в 2003 году, в рамках межфлотского манёвра.

Ещё целых семь лет судьба была благосклонна к полку. К этому времени прекратила своё существование ракетоносная авиация на Балтике и Чёрном море. На Тихом океане последний уцелевший 568-й гв. ракетоносный полк уже был переформирован в 568-й гв. смешанный, в который дополнительно включили противолодочные самолёты и спасательный отряд.
В конце 2009 года, в рамках перехода ВС РФ «на новый облик», когда все остальные авиационные полки в стране были обращены на формирование авиационных баз, 924-й гв. ОМРАП уцелел, и ещё до марта 2010 года ожидал своей участи (аналогичная история была и с 568-м САП на ТОФе). Первоначально полки МРА планировали передать в состав Дальней Авиации, но её командование всячески затягивало этот процесс, так как исправность парка «морских» Ту-22М3 была удручающе низкой: «Бэкфаер» не тот самолёт, который можно годами поддерживать в лётном состоянии на голом энтузиазме эксплуатанта, без соответствующего технического сопровождения и регулярных поставок запасных частей и комплектующих.
18 марта 2010 года 924-й ракетоносный полк СФ был расформирован и включен в качестве подразделения в 7051-ю АвБ СФ (7051-я гвардейская ордена Ленина Краснознамённая авиационная база, на аэродромах Оленья и Кипелово, с дислокацией управления АвБ на аэр. Оленья).
25 июня 2011 года ракетоносная эскадрилья 7051-й АвБ на аэродроме Оленья передана в состав Дальней авиации, а через два месяца было расформировано управление 7051-й авиабазы.
Так закончилась история морской ракетоносной авиации Союза ССР.
- Противолодочная авиация Северного флота.

В конце 1993 года 38-й ОКПЛВП и 830-й ОКПЛВП были сведены в один полк — 830-й ОКПЛВП. Такая же учась ждала и два самолётных противолодочных полка: 24-й ОПЛАП и 403-й ОПЛАП были переформированы в новый 403-й ОПЛАП, на самолётах Ил-38. Бе-12 были выведены из эксплуатации, поставлены в отстой и впоследствии утилизированы.
В 1994 году была расформирована единственная в стране 35-я противолодочная авиационная дивизия дальнего действия на аэродроме Кипелово, а вместе с ней и один из полков — 135-й ПЛАП ДД.

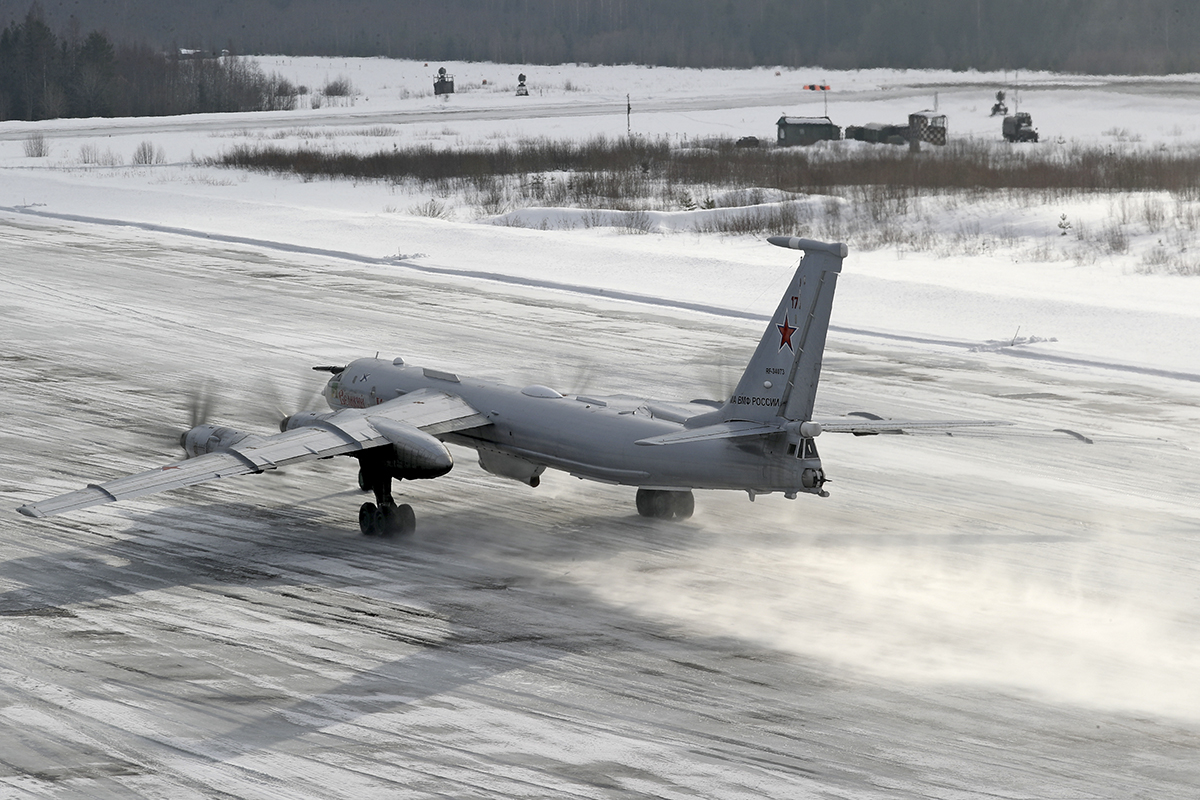
Полёты на аэродроме Кипелово, март 2019 года, самолёт-ретранслятор сигналов боевого управления Ту-142МР.

В 1998 году прошла очередная волна сокращений: расформирована 57-я смешанная корабельная авиационная дивизия, 403-й ОПЛАП был слит с 912-м ОТАП и стал 403-м отдельным смешанным авиационным полком двухэскадрильного состава.
До начала 21 века структура ПЛА на СФ не менялась: эскадрилья самолётов Ил-38, в составе 403-го ОСАП на аэродроме Североморск-1, полк самолётов Ту-142М на аэродроме Кипелово, и полк корабельных вертолётов Ка-27 — на аэр. Североморск-1.
В июне 2002 года 76-й ОПЛАП ДД в Кипелово был свёрнут в 73-ю противолодочную авиационную эскадрилью, без изменения места дислокации. Поддерживать полнокровный полк тяжёлых самолётов в условиях «новой России» стало невозможно.
В октябре 2008 года состоялась очередная коллегия Минобороны, где было принято решение: сформировать в стране авиабазы, путем слияния на каждом аэродроме в одну организацию под общим руководством всех лётных подразделений и всех частей обеспечения. Так в авиации Северного флота появились 7050-я и 7051-я авиационные базы.
Через десять лет эти авиабазы были переформированы обратно в полковую структуру.
- Истребительная корабельная авиация Северного флота

Так как СВВП Як-38 были сняты с эксплуатации, 279-й отдельный корабельный штурмовой авиационный полк СФ начал переучивание на штурмовики Су-25. По окончании переучивания, полк был переименован в 279-й отдельный морской штурмовой авиационный полк. В 1992 году было принято решение о перевооружении полка на палубные истребители Су-27К. Тогда же полк был включен в состав вновь формируемой 57-й смешанной корабельной Смоленской Краснознамённой авиационной дивизии.
Эта дивизия была уникальной в своём роде организацией в составе ВВС ВМФ и объединяла три авиационных полка: 830-й вертолётный полк, 38-й корабельный вертолётный полк и 279-й корабельный истребительный авиационный полк. Полки дивизии были предназначены для обеспечения боевой деятельности и базирования на борту тяжёлых авианесущих крейсеров «Адмирал Кузнецов» и «Адмирал Горшков».
5 апреля 1993 года группа составом в четыре новых самолёта Су-27К закончила перелёт с авиазавода в г. Комсомольске-на-Амуре, выполнив посадку на аэродроме базирования Североморск-3.
В это же время в состав полка поступили 7 палубных учебных самолётов Су-25УТГ, вошедших в 3-ю АЭ полка.
В этом же году в состав полка влилось около 100 человек лётного и технического состава из 100-го КИАП (ИИ) ВВС ВМФ, перешедшего под юрисдикцию Украины.
1 декабря 1993 года полк был переименован в 279-й корабельный истребительный авиационный полк.
В 1994 года полк передал свои самолёты Су-25 в состав 88-го ОМШАП ВВС СФ.
В 1995 года 1-я АЭ полка вошла в состав сил постоянной боевой готовности ВВС СФ.
С 23 декабря 1995 года по 22 марта 1996 года полк (частью личного состава, 13 самолетов Су-33 и два Су-25УТГ) был откомандирован на борт ТАКР «Адмирал Кузнецов». За трёхмесячную боевую службу было выполнено 524 полёта над водами Атлантики и Средиземного моря.
В 1997 году лётчики полка приступили к освоению программы заправки самолётов в воздухе.
279-й КИАП является единственной авиационной частью в ВС СФ, штатно вооружённой тяжёлыми палубными истребителями Су-33. Всего 279-й полк с 1992 по 1997 годы получил 25 серийных истребителей Су-33 постройки КнААЗ (всего было изготовлено 26).
После расформирования 1 мая 1998 года управления 57-й СКАД, полк стал именоваться 279-м отдельным корабельным истребительным авиационный полком и принял в наследие от 57-й СКАД почётное наименование «Смоленский» и орден Красного Знамени.
С 22 сентября по 22 октября 2004 года полк участвовал в дальнем походе в северо-восточной Атлантике на борту ТАКР «Адмирал Кузнецов».
Указом Президента Российской Федерации № 535 от 09.05.2005 г., за большие успехи в освоении корабельной авиационной техники, высокие показатели в лётной подготовке и в целях сохранения и приумножения боевых традиций лётчиков-североморцев, 279-му отдельному корабельному истребительному Смоленскому Краснознамённому авиационному полку ВВС СФ было присвоено почётное наименование «имени дважды Героя Советского Союза Б. Ф. Сафонова».
В апреле 2005 года в полк поступил комплексный тренажёр лётчика КТЛ-33К, позволяющий отрабатывать все элементы Курса боевой подготовки Су-33, включая взлёт и посадку с палубы.
В период с 23 августа по 14 сентября 2005 года экипажи полка участвовали в БС на борту ТАКР «Адмирал Кузнецов» в северной части Атлантического океана.
С ноября 2016 года по 6 января 2017 года «Адмирал Кузнецов» выполнял боевые задачи в составе оперативного соединения дальней морской зоны ВМФ России у берегов Сирии. «За два месяца участия в боевых действиях лётчики морской авиации выполнили 420 боевых вылетов, из них 117 ночью. Практически все полёты проходили в сложных гидрометеорологических условиях. Нанесено поражение 1252 объектам террористов» — сообщил командующий российской группировкой войск в Сирии генерал-полковник Андрей Картаполов.
1 декабря 2015 года в составе Морской авиации ВМФ России был сформирован второй корабельный истребительный полк — 100-й отдельный корабельный истребительный авиационный полк (второго формирования), войсковая часть 61287. Полк формировался на безе 859-го Центра боевого применения и переучивания лётного состава Морской авиации ВМФ России в городе Ейск Краснодарского края, с дальнейшей передислокацией на аэродром Североморск-3
На вооружении полка поступили 24 корабельных истребителя МиГ-29КР и МиГ-29КУБР (типы «9-41Р» и «9-47Р»), поставленных в 2013—2015 годах АО «РСК МиГ» по контракту от 29 февраля 2012 года.

279-й отдельный корабельный истребительный авиационный полк
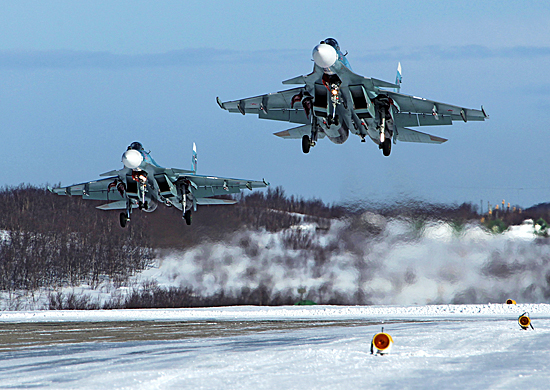
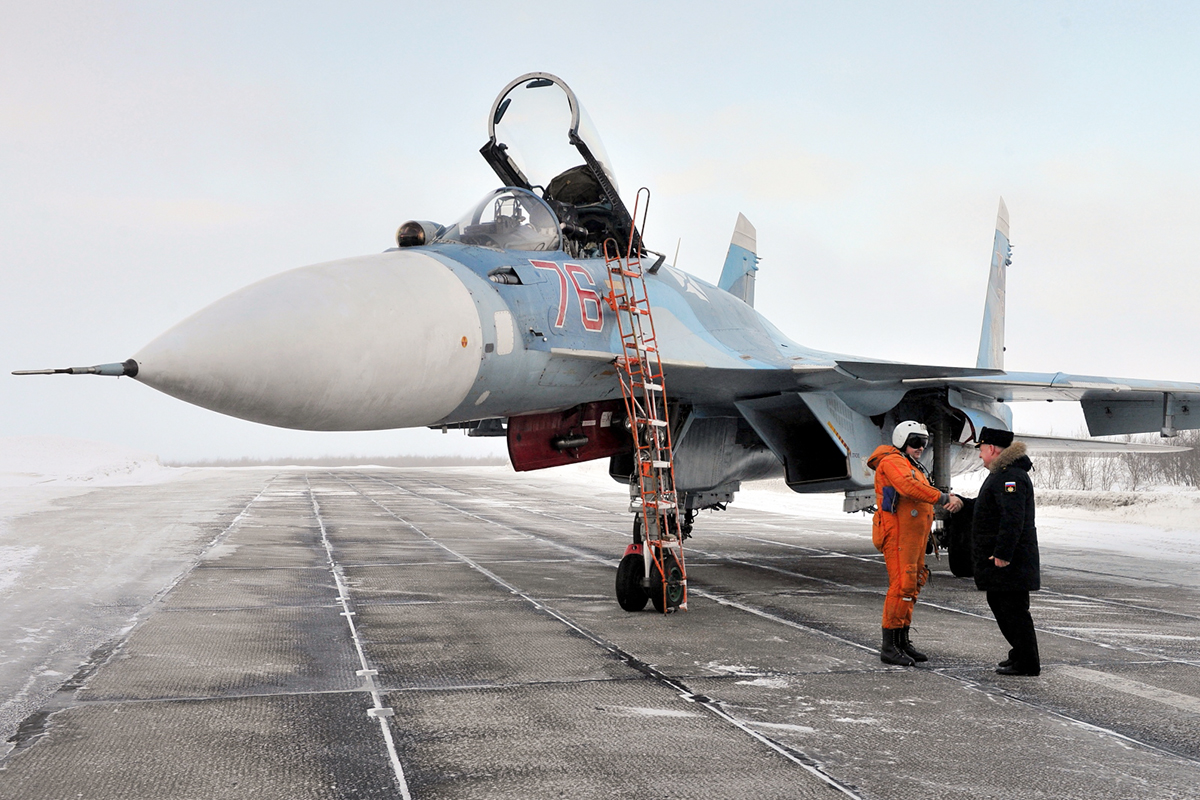
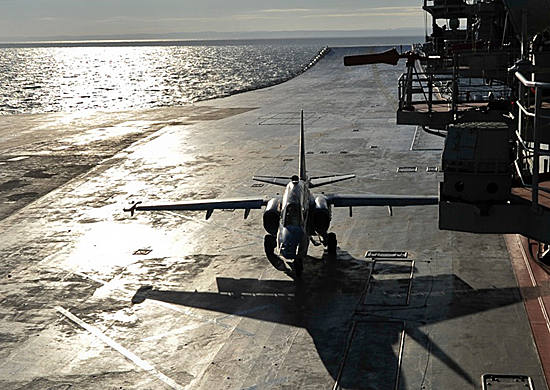
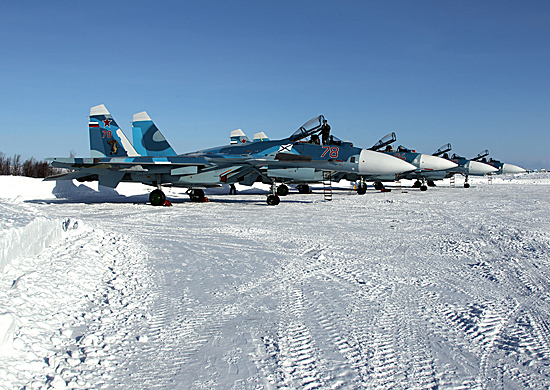
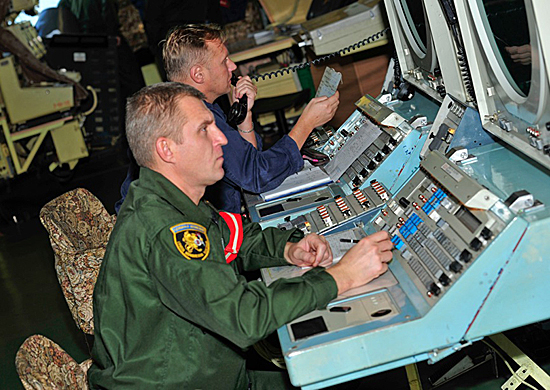
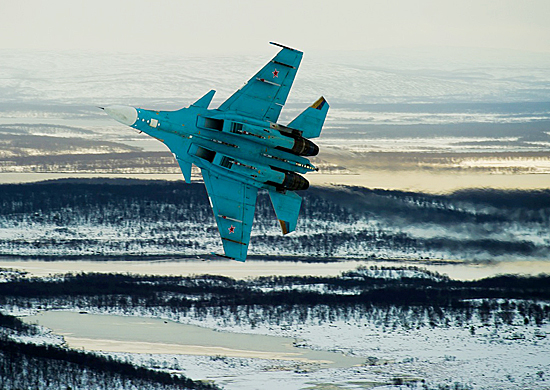
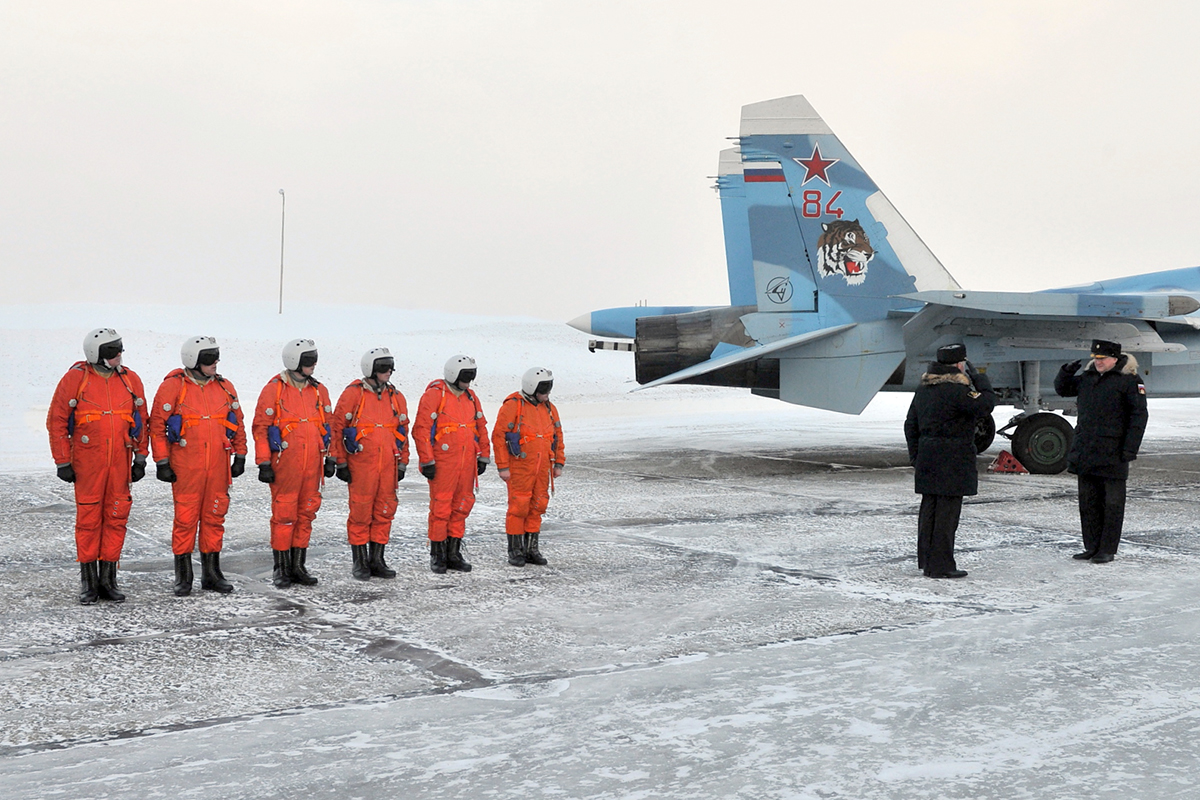
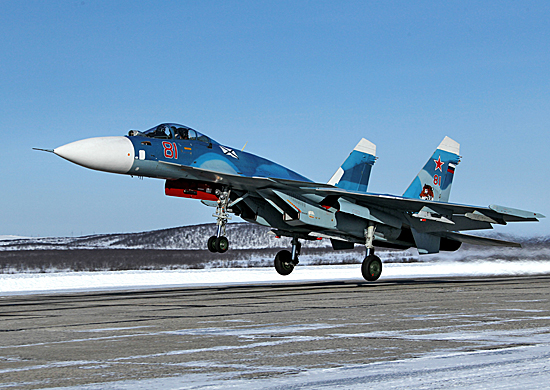
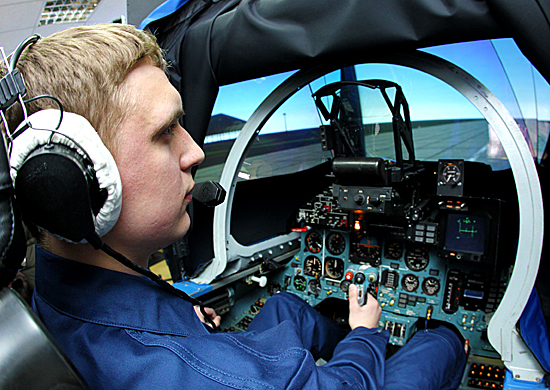
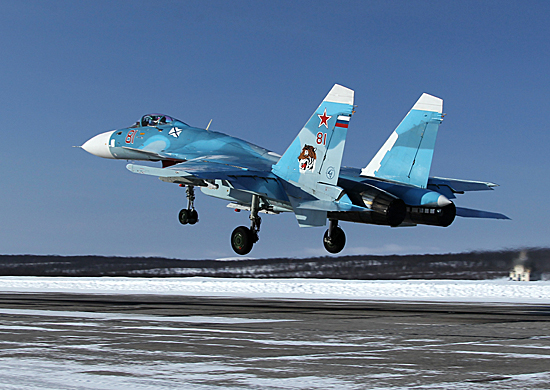

См. также:
- Североморск-3 (аэродром)
- 33-й Центр боевого применения и переучивания лётного состава
- Саки (аэродром)
- Су-33
- ТАВКР Адмирал Флота Советского Союза Кузнецов

## Список командующих ВВС СФ
- С. А. Знаменский (октябрь 1918 г. — август 1919 г., сбежал к белым),
- Л. В. Ковалевский (май 1920 г.),
- Л. М. Порцель (август 1920 г. — март 1921 г.),
- В. П. Степанов (сентябрь 1936 г. — ноябрь 1937 г.),
- К. Г. Кирсанов (ноябрь 1937 г. — октябрь 1939 г.),
- А. А. Кузнецов (октябрь 1939 г. —декабрь 1942 г.),
- А. Х. Андреев (декабрь 1942 г. — сентябрь 1944 г.),
- ГСС Е. Н. Преображенский (сентябрь 1944 г. — февраль 1945 г., ВрИД),
- А. Х. Андреев (февраль 1945 г. — февраль 1946 г.),
- Б. Л. Петров (февраль 1946 г. — август 1947 г.),
- ГСС М. И. Самохин (август 1947 г. — июнь 1950 г.),
- ГСС Г. П. Губанов (июнь 1950 г. — май 1953 г.),
- ГСС И. И. Борзов (май 1953 г. — май 1954 г., снят),
- А. Х. Андреев (июнь 1954 г. — февраль 1956 г.),
- ГСС И. Е. Корзунов (1956—1966 гг.),
- ГСС Г. А. Кузнецов (1966—1974 гг.),
- В. Е. Ручков (1974—1980 гг.),
- В. П. Потапов (1980—1986 гг.),
- В. Г. Дейнека (1986—1994 гг.),
- Н. А. Мордовалов (1994—2002 гг.),
- В. В. Попов (2002—2005 гг.),
- В. П. Уваров (2005—2008 гг.),
- ГРФ И. С. Кожин (январь 2008 г. — август 2010 г.),
- С. В. Чечеров (с августа 2010 г., ВрИД),
- ГРФ И. Ф. Матковский (в 2011 г., ВрИД).
- А. И. Отрощенко (с марта 2013 г.).